# Бенџамин Адамс
Бенџамин „Бен“ Вилард Адамс (енгл. Benjamin "Ben" Willard Adams; Њуарк, Њу Џерзи 31. март 1890 — Нептун Сити, Њу Џерзи, 15. март 1961) је бивши амерички атлетичар и кошаркаш.
Бенџамин Адамс представљао је САД на Олимпијским играма 1912. у Стокхолму и освојио две медаље: сребрну у дисциплини скок увис без залета резултатом 1,60 метара, иза свог пет година старијег брата, Плата, а испред трећепласираног прредставника Грчке Константинос Циклитирас, а другу бронзану у скоку удаљ без залета са 3,28 иза Константиноса Циклитираса (злато) и Плата Адамса (сребро).
После 1912. обе ове дисциплине су скинуте са програма олимпијских игара.
Поред атлетике, Бенџамин Адамс се на играма такмичио и у кошарци, али кошарка је на Иргама 1912. била демонстрациони спорт.